# Mateo Vilagrasa
Mateo Vilagrasa (* 12. Mai 1944 in San Rafael del Maestrazgo; † 16. November 2018 in La Cardosa, Katalonien) war ein spanischer Maler.

## Leben
Mateo Vilagrasa wurde 1944 in San Rafael del Maestrazgo, im Osten Spaniens, geboren. Während seiner Kindheit und Jugend zieht er mit seinen Eltern im Maestrazgo häufig um. Diese Ortswechsel prägen ihn und bilden den Grundstein für sein nomadenhaftes, weiteres Leben. Seine Mutter, mit der er sich sehr verbunden fühlt, leitet ihn auf der Suche nach sich selbst: „Sie gab mir keine Farben, sie lehrte mich zu malen“, so schreibt er später in einer Hommage an sie. Im Alter von 16 Jahren entstehen seine ersten Bilder. 
Anfang der sechziger Jahre verlässt Vilagrasa erstmals Spanien und reist nach Paris und Deutschland. Dort kommt er mit den deutschen Expressionisten Pechstein, Nolde, Beckmann und dem abstrakten Expressionismus von Pollock in Kontakt. Im folgenden Jahr schreibt er sich an der Kunstschule Sant Jordi in Barcelona ein. Zwei Jahre später bricht er das Studium ab und verlässt das vom Franco-Regime bestimmte Spanien. Über Paris reist er zurück nach Deutschland. Frankfurt wird sein Wohnsitz, von dort aus erkundet er Europa. Es kommt zu Aufenthalten in Schweden, Holland und Finnland, ein weiteres Jahr lebt er in Italien und Griechenland. 
1971 kehrt Vilagrasa für eine längere Weile nach Frankfurt zurück. Er studiert Gravur, Lithografie und Fotografie, ist Mitglied im Berufsverband Bildender Künstler (BBK) und Mitbegründer des Frankfurter Kunstkollektivs. Zusammen mit dem deutsch-israelischen Maler Max Weinberg teilt er sich ein Atelier des BBK im Karmeliterkloster und beschäftigt sich intensiv mit Materialien, Harzen, Mineralpigmenten, Methacrylat, Glasfasern und anderen. In der Frankfurter Zeit entsteht ein reiches künstlerisches Werk, Sammler und Galeristen werden auf ihn aufmerksam. 
1976 kehrt Vilagrasa nach Spanien zurück, lebt in Nerja sowie auf Ibiza und verbringt sechs Monate in Marrakesch. Er lässt sich in Vinaros nieder, siedelt 1978 nach Barcelona über. In einer alten Fabrik im Stadtteil Poble Nou bezieht er ein großes Atelier am Meer. Dort entwickelt Vilagrasa neue Formen, seine Malerei nimmt eine Wendung, die man als urbanistisch bezeichnen kann. Auch in dieser Zeit zieht es ihn immer wieder nach Frankfurt, München, Marrakesch und Essaouira (Marokko). Im Jahr 2005 zieht er nach Vila-Rodona in Tarragona, wo ein unglücklicher Sturz im August 2006 zu seiner Tetraplegie führt. Es schließen sich Jahre im Hospital Valle de Hebrón und im Guttmann Institut in Barcelona an. 2009 lässt Mateo Vilagrasa sich in La Cardosa (Lleida) nieder. Dort lebt er bis zu seinem Tod im Jahr 2018 mit seiner Frau und Partnerin, der Künstlerin Montse Gomis.

## Werk

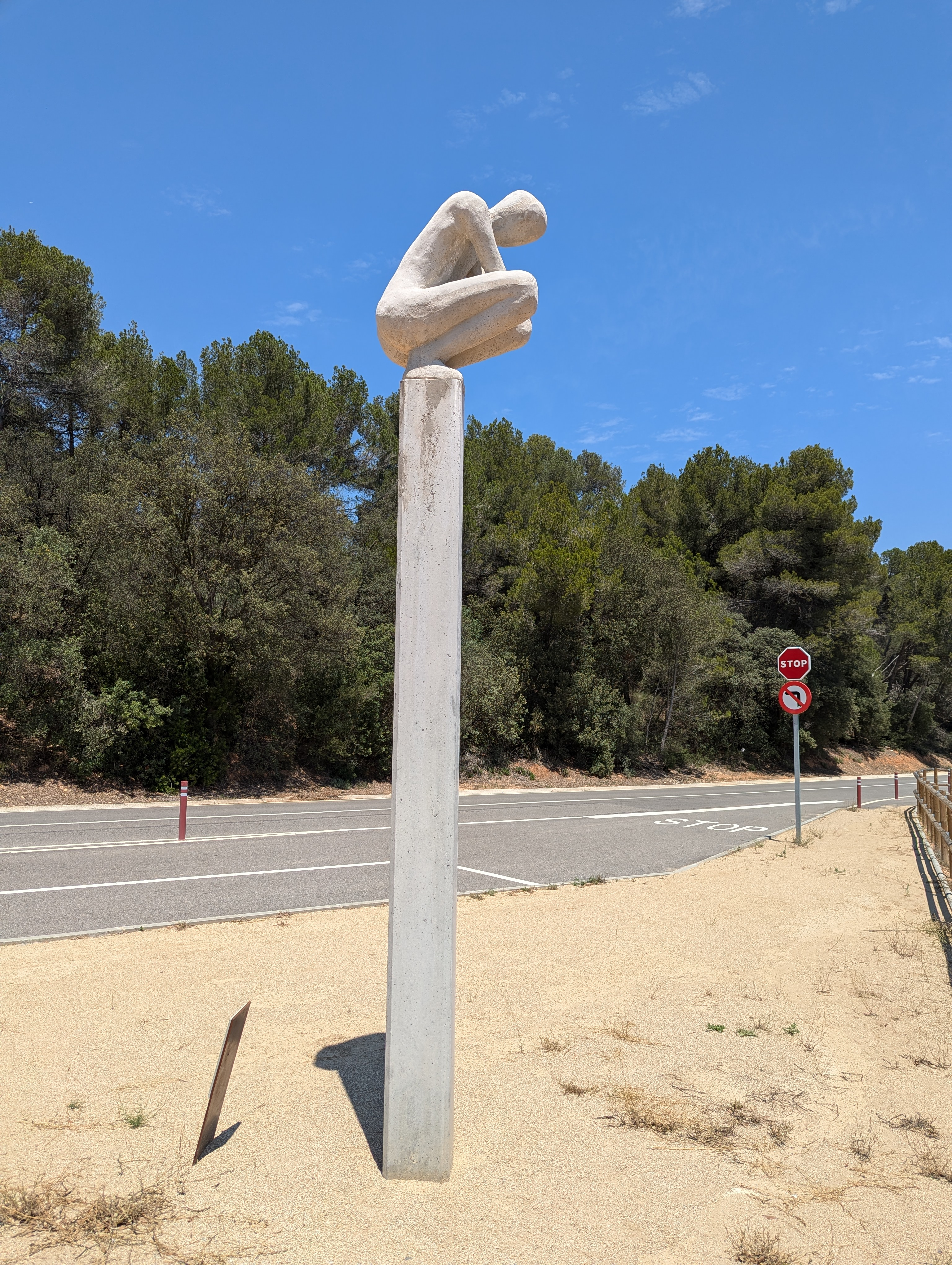
Mateo Vilagrasa. Estilita

Vilagrasas frühe Arbeiten bewegen sich zwischen Figuration und Abstraktion. Es folgt eine Phase in der Konzeptualismus und Materie zusammenkommen. Mitte der achtziger Jahre malt er urbane Landschaften, Räume um eine Idee herum, in denen Linien sich konstruieren und die Farbe zum Protagonisten wird: Er seziert die eingefrorene Anatomie einer Stadt, die in eine Grenze ihrer selbst verwandelt wird. In den neunziger Jahren bricht er mit der Serie „Europa“ in erweiternde Perspektiven und Räumen auf, in denen der Ausdruck mit konzeptueller Strenge gemildert wird. 
Um die Jahrhundertwende beginnt Vilagrasa mit dem Wandbild Conservatory vom Hotel Arts Barcelona seine Serie „Sediments“. Seine Malerei erhält ein monochromes Aussehen. Das Sediment der Pigmente erlaubt es, die schwersten Farben durch die hellsten zu sehen, wobei die Intervention des Künstlers unsichtbar wird. Er schafft Farbe mit einer solch präzisen Bandbreite und Nuancierung, mit einer solchen Subtilität im Rhythmus, mit einer solchen Fülle an Schwingungen und gleichzeitig mit einer solchen Verschwendung an Sensibilität, dort wo die Suche nach Harmonie und Licht vorherrscht.
Rafael Argullol, Schriftsteller und Philosoph, sagt über Mateo Vilagrasa: "Wir sind kaum an einen derartigen Zusammenfluss von Malerei und Wissen, genauer gesagt an die Symbiose zwischen Maler und Denker, gewöhnt.

Während seines Nomadentums entstehen 36 Kunstbuch-Unikate, die die Essenz seiner Arbeit sind. Zudem wird er auf seinen Reisen immer von seinen Tagebüchern begleitet, in denen wir Bilder und Schriften über Kunst, Gedanken und alles, was passiert ist...finden ("Quaderns i llibres heterònims"). Seine Kunstbuch-Unikate und die Tagebücher bilden die Basis des Buches „El Libro de Libros“, das Vilagrasa zusammen mit seinem Assistenten René Rodriguez in einer zweibändigen Ausgabe 2017 herausbringt.
"Ich bin ein Schöpfer, der sich nicht spezialisiert und auch nicht mitwirkt bei der Schaffung einer eindimensionalen Gesellschaft oder mit ihr zusammenarbeitet, noch sein Ego kommerzialisiert. Ein Ich in ständiger Konstruktion im Einklang mit dem Leben, mit dem Fluss der Existenz, im Sinne des Löschens meiner Spuren, denn was zählt, ist nicht die Klassifizierung." Mateo Vilagrasa
Im Jahr 2001 lernt Mateo Vilagrasa in Frankfurt Rainer Pudenz, den Leiter der Frankfurter Kammeroper kennen. Die Gemälde des Künstlers werden zur Inspirationsquelle für die Bühnenbilder der Kammeroper Frankfurt. Vilagrasas erste Szenographie entsteht 2003 für die Oper Don Giovanni. Von diesem Zeitpunkt an werden alle weiteren Produktionen gemeinsam umgesetzt. Für die „Winterreise“ nach Robert Schubert kommt es zu einer Koproduktion von Vilagrasa, Pudenz und dem zeitgenössischen Komponisten Andrea Cavallari. Vilagrasa kreiert für das Stück eine große Installation, Uraufführung 2007, weitere Aufführungen 2016 beim Festival Suona Contemporanea im Museo Bargello, Florenz, Wiederaufnahme 2018.

## Ausstellungen (Auswahl)
- 1966: Casa de la Cultura, Teruel, Spanien
- 1970: Galerie DIAG, Frankfurt, Deutschland
- 1972: Galeria 33, Paris, Frankreich
- 1972: Galerie Möring, Wiesbaden, Deutschland
- 1976: Galeria Itxaso, Zaragoza, Spanien
- 1976: Taller de Picasso, Barcelona, Spanien
- 1978: Galeria Wynn, Bagur, Gerona, Spanien
- 1981: Galería Brossoli, Barcelona, Spanien
- 1981: Galerie Bunch und Kästner, Frankfurt am Main, Deutschland
- 1982: Galerie Magus, Frankfurt am Main, Deutschland
- 1990: Centre Cultural „Sa Nostra“, Palma de Mallorca, Spanien
- 1990: Art Cologne, Galerie Hermanns, Köln, Deutschland
- 1990: Galerie Hermanns, München, Deutschland
- 1992: Galeria Trece, Ventalló, Gerona, Spanien
- 1992: Arco 92, Galerie Hermanns, Spanien
- 1993: Galerie Karl Pfefferle, München, Deutschland[14]
- 1997: Vergängliche Skulptur „El Muro“, Monte Toro, Menorca, Spanien
- 1998: „Das Ding“, Casal Sollerich, Palma de Mallorca, Spanien
- 1998: Vergängliche Skulptur „El Muro“, Placa Alcalde Marçet, Sabadell, Spanien[15]
- 2001: Galeria Isabel de Miguel, München, Deutschland
- 2005/1999: Galeria Ignacio de Lassaletta, Barcelona, Spanien
- 2008: Ausstellung Bosque de Estilitas und Präsentation der Skulptur El Estilita, Castell de la Cardosa, Spanien[4]
- 2014/15: „Sedimentos punto cero“ Galeria Ignacio de Lassaletta, Barcelona, Spanien[16]
- 2018: "Quaderns i llibres heterònims" und Präsentation des Buches 'Libro de Libros' im IEI, Institut d'Estudis Ilerdencs, Lleida[17]
- 2018: "La Luz" und deutsche Präsentation des Buches 'Libro de Libros' im Instituto Cervantes, Frankfurt am Main, Deutschland[18]

## Öffentliche Sammlungen (Auswahl)
- Museu d’Art Contemporani de Barcelona, Spanien[19]
- Städtische Galerie im Lenbachhaus, München, Deutschland
- Museum für Konkrete Kunst, Ingolstadt, Deutschland
- Museo de Arte Contemporáneo de Villafamés, Castellón, Spanien
- Museo de Arte Contemporáneo de Nicaragua, Nicaragua
- La Fábrica. Museo de Arte Contemporáneo, Abarca de Campos, Spanien
- Palacio de la Virreina, Barcelona, Spanien

### Bücher von Mateo Vilagrasa
- Libro de Libros. Editorial Godoy. Murcia 2017.

### Bücher und Kataloge über Mateo Vilagrasa (Auswahl)
- Montse Gomis (Hrsg.): Mateo Vilagrasa: Poble Nou 1985–1999. Kunstbildband. Editorial Godoy. Murcia 1999.
- Casa Elizalde (Hrsg.): Mateo Vilagrasa: Barcelona, una raó per pintar. Ausstellungskatalog. Barcelona 1986.
- Kammeroper Frankfurt (Hrsg.): Mateo Vilagrasa: „La Luz“. Ausstellungskatalog. Frankfurt am Main 2018.